# Aisling Loftus
Aisling Sinead Katie Loftus (Nottingham, 1º settembre 1990) è un'attrice britannica.

## Vita privata
Nel 2018 si è sposata con l'attore e musicista britannico Jacob Anderson, da cui ha avuto una figlia nata nel 2020.

## Filmografia parziale

### Cinema
- Oranges and Sunshine, regia di Jim Loach (2010)
- Death of a Superhero, regia di Ian FitzGibbon (2011)
- PPZ - Pride + Prejudice + Zombies (Pride and Prejudice and Zombies), regia di Burr Steers (2016)
- Gun Shy - Eroe per caso (Gun Shy), regia di Simon West (2017)

### Televisione
- Casualty - serie TV, 2 episodi (2006, 2008)
- Five Daughters - miniserie TV, 2 episodi (2010)
- Page Eight - film TV (2011)
- Un mondo in miniatura (The Borrowers) - film TV (2011)
- Good Cop - miniserie TV, 4 episodi (2012)
- Mr Selfridge - serie TV, 24 episodi (2013-2015)
- Guerra e pace (War & Peace) - miniserie TV, 6 episodi (2016)
- Broken - serie TV, 3 episodi (2017)
- A Discovery of Witches - Il manoscritto delle streghe (A Discovery of Witches) - serie TV, 14 episodi (2018-2022)
- Il villaggio dei dannati (The Midwich Cuckoos) - serie TV, 7 episodi (2022)

## Premi
- Dublin International Film Festival
  - 2012: "Special Jury Prize" (Death of a Superhero)